# 筑前垣生站

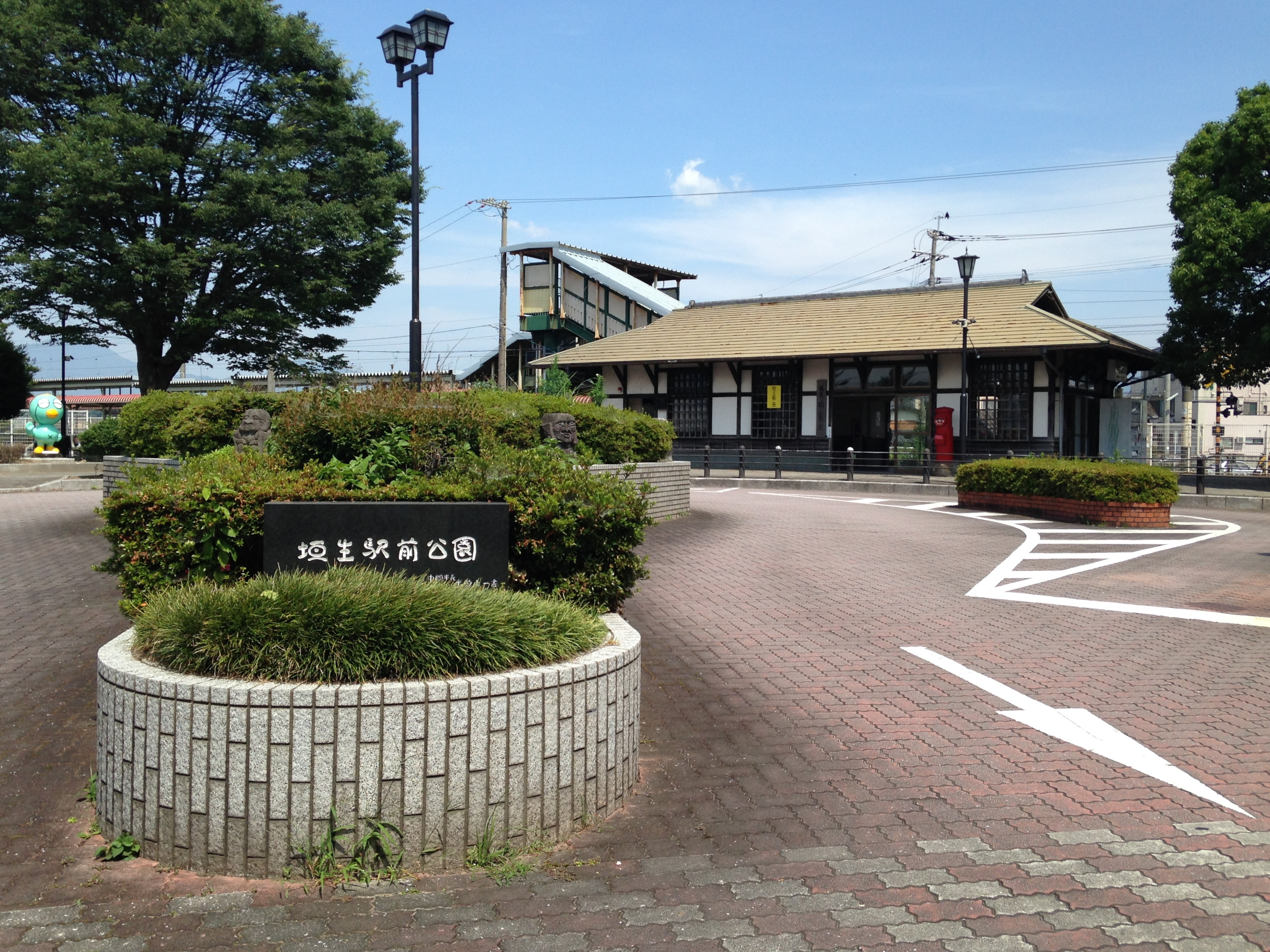
遠景

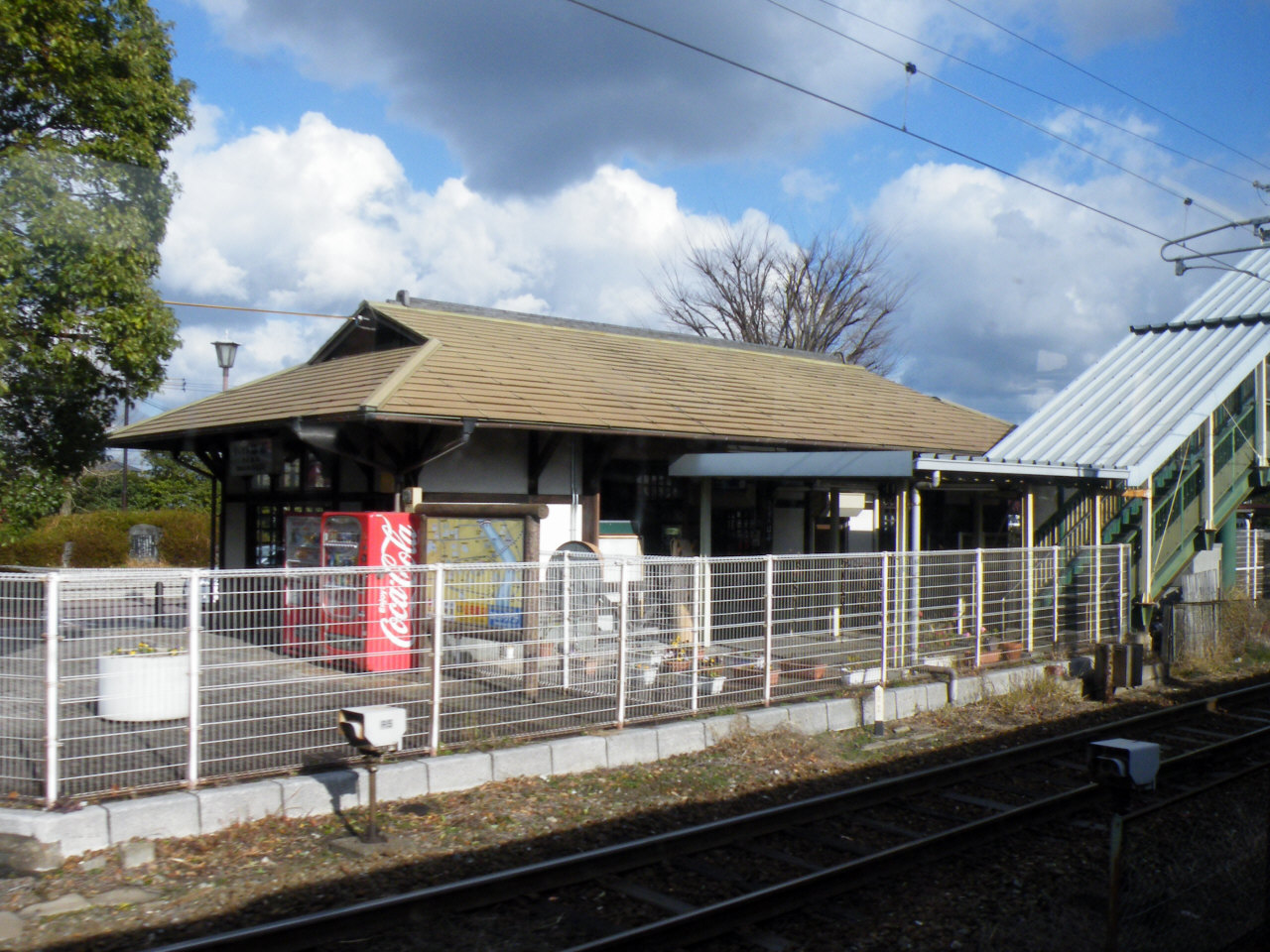
月台

筑前垣生站（日语：／ Chikuzen-Habu eki */?）是位於福岡縣中間市大字垣生360番，九州旅客鐵道（JR九州）的筑豐本線（福北豐線）車站。車站編號為JC23。

## 歷史
- 1893年（明治26年）12月20日 - 開設底井野信號場[3]。
- 1935年（昭和10年）4月26日 - 底井野信號場升級至車站，此站啟用[1][3]。
- 1951年（昭和26年）1月20日 - 車站向筑前植木一方遷移300米[4]。
- 1987年（昭和62年）
  - 4月1日 - 伴隨國鐵分割民營化，車站由九州旅客鐵道（JR九州）營運。
  - 4月 - 翻新車站大樓[1]。
- 2009年（平成21年）3月1日 - 此站可以使用IC卡「SUGOCA」[5]。
- 2014年（平成26年）7月1日 - 成為無人車站[2]。
- 2017年（平成29年）3月4日 - 若松站至新入站之間（折尾站除外）10座站一同引入車站遠端資訊系統（Smart Support Station）（日语：駅集中管理システム）「ANSWER」[6][7]。

## 車站構造
車站是一座地面車站，設有1面2線的島式月台。車站大樓位於路線西邊。靠近車站大樓的月台是1號月台，對面為2號月台。兩月台之間靠近鞍手一端設有跨線橋連接。
車站大樓由中間市擁有，為一座木造東屋風大樓。在站前設有紅圈郵筒。另外，車站大樓與月台之間設有西鐵戶畑線的鋪路石。在車站前設有小型迴旋路和的士站。
此站曾經是一座業務委託車站，當時委托JR九州鐵道營業負責車站業務。在2014年7月1日起成為無人車站。此站設有自動售票機。在車站成為無人車站時，自動閘機便撤走。此站可使用SUGOCA，但是不能購買SUGOCA，只可為SUGOCA增值。

### 月台
| 月台 | 路線     | 上下行 | 方向             |
| ---- | -------- | ------ | ---------------- |
| 1    | 福北豐線 | 上行   | 折尾、若松方向   |
| 2    | 福北豐線 | 下行   | 直方、新飯塚方向 |

## 使用狀況
在2018年度的1日平均乘車人次為413人。
在2018年度的1日平均乘車人次為414人。
| 乘車人次變化 | 乘車人次變化 |
| 年次         | 1日平均人次  |
| ------------ | ------------ |
| 2003年       | 556          |
| 2004年       | 526          |
| 2005年       | 483          |
| 2006年       | 458          |
| 2007年       | 455          |
| 2008年       | 449          |
| 2009年       | 428          |
| 2010年       | 401          |
| 2011年       | 388          |
| 2012年       | 392          |
| 2013年       | 385          |
| 2014年       | 384          |
| 2015年       | 393          |
| 2016年       | 400          |
| 2017年       | 392          |
| 2018年       | 413          |

| 乘車人次變化 | 乘車人次變化 |
| 年度         | 1日平均人次  |
| ------------ | ------------ |
| 2016年       | 396          |
| 2017年       | 395          |
| 2018年       | 414          |

## 車站周邊
車站位於遠賀川左岸，在路線往北前進會越過遠賀川。車站周邊為住宅區，車站鄰近垣生公園。此站最接近中間市政廳。
- 遠賀川（日语：遠賀川）
- 垣生公園（日语：垣生公園）（埴生池、埴生神社、埴生羅漢寺）
- 中間仰木彬紀念球場（日语：中間仰木彬記念球場）
- 中間市政廳
- 中間市立中間中學
- 貓城（日语：猫城）城址和月瀨八幡宮
- 黑田藩御茶屋趾
- 垣生幼稚園

## 相鄰車站
九州旅客鐵道（JR九州）
 福北豐線（筑豐本線）
■快速（只有下行班次）、■普通
中間（JC24）－筑前垣生（JC23）－鞍手（JC22）

## 注腳

### 使用狀況
1. 1 2  中間統計（道路・交通・通信） JR九州的上落車人次
2. 1 2   (PDF). 九州旅客鉄道.   [2018-07-13]. （原始内容存档 (PDF)于2019-12-06） （日语）.
3. ↑   (PDF). 九州旅客鉄道.   [2019-06-08]. （原始内容 (PDF)存档于2017-08-01） （日语）.

## 外部連結
- 筑前垣生（車站資訊） - 九州旅客鐵道（日語）